# Eosin-Methylen-Blau

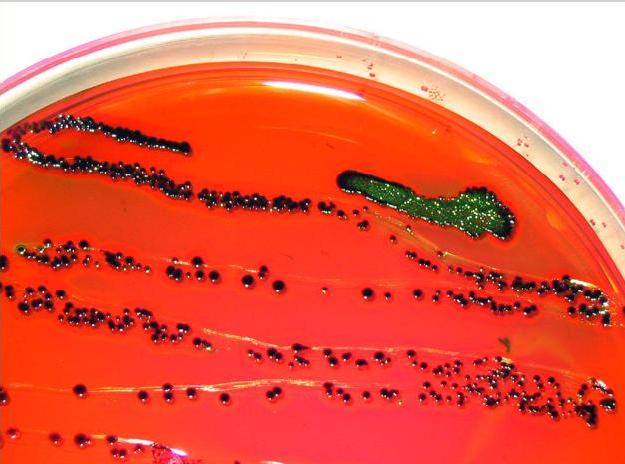
Kolonien von E. coli auf EMB-Agar

Eosin-Methylen-Blau-Agar (kurz: EMB-Agar) ist ein Selektivmedium für Enterobacteriaceae und andere Enterobakterien. Grampositive Bakterien wachsen auf diesem Medium nicht, wohingegen gramnegative Bakterien auf diesem Medium wachsen. Es wurde entwickelt von Holt-Harris und Teague.

## Wirkungsweise
Die für die Wirkungsweise verantwortlichen Inhaltsstoffe des EMB Mediums sind zum einen die Kohlenhydrate Lactose und Saccharose, sowie die Farbstoffe Eosin (gelblich) und Methylenblau. Diese Farbstoffe hemmen weitgehend das Wachstum der grampositiven Begleitflora. Da in dem Nährmedium zwei unterschiedliche Kohlenhydrate enthalten sind, kann man verschiedene Bakterien-Gattungen unter den Enterobakterien unterscheiden, je nachdem welche Kohlenhydrate sie verwerten können. Unbeimpft ist das Nährmedium klar und rotbraun und hat einen pH-Wert von etwa 7,1.
Lactose- und Saccharose-negative Bakterien (wie Salmonella und Shigella) wachsen auf EMB-Agar als transparente, amberfarbene Kolonien. Lactose-negative, aber gleichzeitig Saccharose-positive Bakterien (wie z. B. Proteus vulgaris) zeigen sich als dunkel-violett gefärbte Kolonien. Die Lactose-positiven Coliformen, wie z. B. Enterobacter und Klebsiella wachsen mit großen, schleimig wirkenden Kolonien, die rosa erscheinen mit einem dunklen Zentrum im durchfallenden Licht. Besonders leicht davon zu unterscheiden ist Escherichia coli, der ebenfalls zu den Lactose-positiven coliformen Bakterien gehört, auf dem EMB-Agar aber gut an dem grünlichen Metallglanz der Kolonien erkennbar ist, weiterhin besitzen die Kolonien ein blau-schwarzes Zentrum im durchfallenden Licht.

## Typische Zusammensetzung
Der Nährboden besteht meistens aus (Angaben in Gramm pro Liter):
- Peptone 10,0
- Dikaliumhydrogenphosphat 2,0
- Lactose 5,0
- Saccharose 5,0
- Eosin (gelblich) 0,4
- Methylenblau 0,07
- Agar-Agar 13,5